# Куусемяэ, Вельо
Вельо Куусемяэ (эст. Veljo Kuusemäe; род. 8 сентября 1947, Мартна, Ляэнемаа) — советский эстонский легкоатлет, специалист по метанию диска. Выступал на всесоюзном уровне в 1960-х и 1970-х годах, чемпион СССР, многократный призёр международных и республиканских первенств. Представлял Таллин и физкультурно-спортивное общество «Динамо».

## Биография
Вельо Куусемяэ родился 8 сентября 1947 года в волости Мартна уезда Ляэнемаа. Детство провёл в городе Хаапсалуе, окончил местную среднюю школу, в 1961 году у местного тренера Эйнарта Проози начал заниматься лёгкой атлетикой.
Впоследствии переехал на постоянное жительство в Таллин, проходил подготовку под руководством титулованного метателя Хейно Липпа, окончил факультет физической культуры Таллинского педагогического института. На соревнованиях выступал за Эстонскую ССР и физкультурно-спортивное общество «Динамо».
Впервые заявил о себе на всесоюзном уровне ещё в 1965 году, когда выиграл юниорское первенство СССР в метании диска. Год спустя представлял Советский Союз на Европейских юниорских легкоатлетических играх в Одессе, где занял пятое место.
С конца 1960-х годов входил в число сильнейших эстонских дискоболов, неоднократно выигрывал первенства Эстонской ССР, шесть раз обновлял республиканский рекорд в метании диска.
В июне 1972 года в составе советской сборной принимал участие в матчевой встрече со сборной Германии в Аугсбурге, с результатом 62,72 превзошёл всех соперников.
В мае 1973 года одержал победу на соревнованиях в Риге, метнув диск на 63,36 метра.
В 1974 году завоевал золотые награды на домашнем турнире в Таллине и на чемпионате СССР в Москве.
В июне 1975 года выиграл домашние соревнования в Хаапсалу.
В июле 1976 года был лучшим на турнире в Таллине.
В 1977 году выиграл турнир в Виймси, установив при этом свой личный рекорд в метании диска — 64,54 метра. Помимо этого, отметился победами на соревнованиях в Таллине и Краснодаре.
В апреле 1978 года с результатом 61,06 выиграл серебряную медаль на всесоюзном турнире в Краснодаре.